# Pfaffenbrief
Der Pfaffenbrief  vom 7. Oktober 1370 war ein Vertrag zwischen Zürich, Luzern, Zug, Uri, Schwyz und Unterwalden. Er stipulierte, dass weltliche und geistliche Personen im Gebiet der Vertragspartner der  lokalen Obrigkeit Gehorsam schuldeten.  Den in den eidgenössischen Orten wohnenden Geistlichen wurde verboten, an fremde Gerichte zu gelangen, ausgenommen in Ehe- und geistlichen Sachen. Ferner wurde ein Fehdeverbot erlassen.
Der Pfaffenbrief von 1370, der Sempacherbrief von 1393 und das Stanser Verkommnis von 1481 gelten in der schweizerischen  Geschichtsschreibung gemeinhin als Ansätze zur Schaffung eines Gesamtstaates, eine Interpretation, die durch neuere Untersuchungen relativiert wurde.